# Macromia cydippe
Macromia cydippe là loài chuồn chuồn trong họ Macromiidae. Loài này được Laidlaw mô tả khoa học đầu tiên năm 1922.